# Heartbreaker (canción de Dionne Warwick)
«Heartbreaker» es un sencillo de 1982 lanzado por la cantante estadounidense de pop y soul Dionne Warwick. La canción fue escrita por The Bee Gees (Barry, Maurice y Robin Gibb); con la voz de Barry Gibb en el coro. El sonido único de los hermanos puede ser también reconocido en el ritmo y la percusión, las unísonas cuerdas y los sintetizadores a modo de instrumentos metálicos.
La canción llegó al puesto #10 en el Billboard Hot 100 de Estados Unidos en enero de 1983, y fue #1 en las listas de "Adult Contemporary" (Género musical de personas maduras, excluyendo pop juvenil. dance, rock, etc). En Reino Unido , el tema fue #2. Fue también un gran hit alrededor del mundo.
En el año 2006 fueron lanzados oficialmente los demos de canciones escritas por Barry Gibb y The Bee Gees para álbumes de otros artistas: The Guilty Demos, The Eaten Alive Demos, The Eyes That See In The Dark Demos y The Heartbreaker Demos. En este último álbum aparece la canción demo del mismo nombre interpretada por Barry Gibb con su característico falsetto. En 1995 los Bee Gees grabaron el tema para un nuevo álbum de canciones de amor, pero fue aplazado hasta 2001, donde fue incluido en la compilación "The Record" de los hermanos Gibb.